# Carcharodus tripolina
Carcharodus tripolina (Moors kaasjeskruiddikkopje) is een vlinder uit de familie dikkopjes (Hesperiidae). De wetenschappelijke naam is voor het eerst gepubliceerd in 1925 door Roger Verity. Deze soort lijkt zeer sterk op het Kaasjeskruiddikkopje (Carcharodus alceae) en kan alleen van deze soort worden onderscheiden door onderzoek van de genitaliën.

## Verspreiding
De soort komt voor in Zuid-Portugal, Zuid-Spanje, Marokko, Algerije, Tunesië, Libië en Egypte.

## Biologie
De rups leeft op Malva sylvestris, Althaea en Lavatera (Malvaceae). De vlinder vliegt in meerdere generaties van maart tot september op warme, droge, bloemrijke en grazige plaatsen en bij rotsachtige erosiegeulen en hellingen van 0 tot 2500 meter hoogte.